# Marina Busignani Reffi
Marina Busignani Reffi (San Marino, 1930 - San Marino, 2006) fue una pintora, escultora y política sanmarinesa.
Se formó en la Accademia di Belle Arti di Bologna y entre 1956 y 1989 trabajó en  la manufactura de cerámica sanmarinesa 
S.A.M.. 
Fue una de los fundadores de ASART (Associazione Sammarinese degli Artisti) y militó en el Partido de los Socialistas y Demócratas. 